# Rollout (lotnictwo)
Rollout (ang. wytoczyć, wytoczenie) jest to pierwsza oficjalna, publiczna prezentacja nowego modelu samolotu. Rollout niekiedy uważany jest za odpowiednik wodowania okrętu w żegludze. Nazwa pochodzi od sposobu ekspozycji, mianowicie samolot jest wytaczany z hangaru przed zgromadzoną publiczność. Z racji tego, że rollout ma miejsce niemal zawsze przed próbami naziemnymi i oblotem samolot prezentowany jest wyłącznie na ziemi z wyłączonymi wszystkimi systemami.